# Фанния
Фанния, сын Самуила, также Пинхас (Пинехас) бен-Самуил (др.-евр. פנחס בן שמואל‬; лат. Phannias ben Samuel), — 83-й и последний иудейский первосвященник. Упоминается у Иосифа Флавия. Человек недостойного происхождения и грубых нравов, на которого пал жребий быть священником. Некоторые писатели отвергают, что Фанния был в числе первосвященников.
Согласно египтологам Лауту и Шпигельбергу, Пинехас было египетским именем (pe-nchêsi) и означало «негр». Транскрипция его имени у Флавия варьируется в различных формах.

## Жизнеописание

### По Флавию
Во время войны с римлянами мятежники овладели храмом и присвоили себе право возводить и низвергать первосвященников. Свергнув первосвященника Матфия, мятежники посредством жребия избрали на его место Фаннию. Он стал последним первосвященником и, согласно Флавию, 83-м от Аарона. Он был совершенно недостоин этого сана.
Фаннию, избранного в 67—68 годы революционной партией посредством жребия в первосвященники, привезли в Иерусалим помимо его воли, из деревни Афтии (в еврейских источниках חבתא), где он занимался земледелием. Его облачили в первосвященническое одеяние, обучали, как он должен поступать в том или другом случае, и он заменил низложенного Матфия.
Фанния вероятно был убит во время великой катастрофы (Иуд. войн., IV, 3, § 8, изд. Niese).

### По Талмуду
Талмудические источники рассказывают, что в момент своего избрания Фанния был бедным каменотесом (др.-евр. סתת‬), но ему насыпали полную шахту золотых динариев, так как первосвященник, по закону, должен быть богат.
По преданию рабби Ханины бен Гамлиила, этот Фанния принадлежал к роду патриархов (Tocефта Иома, I, 6; Сифра к Лев., 21, 10).